# Кортней Гримвуд, Джон
Джон Кортней (Кортни) Гримвуд (англ. Jon Courtenay Grimwood; 1953, Валлетта, Мальта) — английский писатель в жанрах научной фантастики и фэнтези. Журналист.
Научно-фантастические произведения пишет под псевдонимом Джонатан Гримвуд, а криминальную фантастику и триллеры — Джек Гримвуд.

## Биография
Вырос в Мальте, в 1960—1970-х годах жил в Великобритании, Юго-Восточной Азии и Норвегии. Обучался в Кингстонском университете, затем работал в издательстве и в качестве независимого журналиста нескольких журналов и газет, включая, «The Guardian», «The Daily Telegraph», «The Times» и «The Independent».

## Творчество
Дебютировал, как прозаик в 1997 году. В начале своего творчества писал, в первую очередь, произведения в жанре киберпанк.
Первый литературный роман «Последний банкет» Гримвуда был опубликован в 2013 году .
Автор трилогии «Арабеска» — «Паша-заде», «Эффенди», «Феллахин» — про мир, в которой Османская империя отлично сохранилась до наших дней. Позже Гримвуд написаю трилогию «Assasini» («Ассасины») про мир, где Тамерлан завоевал Китай, Венецией правят потомки герцога Марко Поло, а служит им падший ангел.
Один из его последних романов «Последнее пиршество», это история французского аристократа и гастронома Жана-Мари д’Ому (Jean-Marie d’Aumout), который перед самой Великой французской революцией ищет идеальный вкус.
Книги писателя переведены на французский, немецкий, испанский, итальянский, польский, чешский, венгерский, русский, турецкий, японский, датский, финский, голландский, эстонский и другие языки.

## Награды
- Двукратный лауреат и многократный номинант Британской премии НФ,
- Двукратный номинант на премию Артура Кларка.
- Лауреат премии Британской ассоциации научной фантастики.

## Избранные произведения
- neoAddix (1997)
- Lucifer's Dragon (1998)
- reMix (1999)
- redRobe (2000)
- Stamping Butterflies (2004)
- 9Tail Fox (2005)
- End of the World Blues (2006)